# Xian de Biyang
Le xian de Biyang (泌阳县 ; pinyin : Bìyáng Xiàn) est un district administratif de la province du Henan en Chine. Il est placé sous la juridiction de la ville-préfecture de Zhumadian.

## Démographie
La population du district était de 917 660 habitants en 1999.